# Seznam sférických harmonických funkcí
Toto je seznam sférických harmonických funkcí pro hodnoty {\displaystyle l=0} až  {\displaystyle l=10}.

## Sférické harmoniky prol= 0
{\displaystyle Y_{0}^{0}(x)={1 \over 2}{\sqrt {1 \over \pi }}}

## Sférické harmoniky prol= 1
{\displaystyle Y_{1}^{-1}(x)={1 \over 2}{\sqrt {3 \over 2\pi }}\cdot e^{-i\varphi }\cdot \sin \theta \quad ={1 \over 2}{\sqrt {3 \over 2\pi }}\cdot {(x-iy) \over r}}
{\displaystyle Y_{1}^{0}(x)={1 \over 2}{\sqrt {3 \over \pi }}\cdot \cos \theta \quad ={1 \over 2}{\sqrt {3 \over \pi }}\cdot {z \over r}}
{\displaystyle Y_{1}^{1}(x)={-1 \over 2}{\sqrt {3 \over 2\pi }}\cdot e^{i\varphi }\cdot \sin \theta \quad ={-1 \over 2}{\sqrt {3 \over 2\pi }}\cdot {(x+iy) \over r}}

## Sférické harmoniky prol= 2
{\displaystyle Y_{2}^{-2}(x)={1 \over 4}{\sqrt {15 \over 2\pi }}\cdot e^{-2i\varphi }\cdot \sin ^{2}\theta \quad ={1 \over 4}{\sqrt {15 \over 2\pi }}\cdot {(x^{2}-2ixy-y^{2}) \over r^{2}}}
{\displaystyle Y_{2}^{-1}(x)={1 \over 2}{\sqrt {15 \over 2\pi }}\cdot e^{-i\varphi }\cdot \sin \theta \cdot \cos \theta \quad ={1 \over 2}{\sqrt {15 \over 2\pi }}\cdot {(xz-iyz) \over r^{2}}}
{\displaystyle Y_{2}^{0}(x)={1 \over 4}{\sqrt {5 \over \pi }}\cdot (3\cos ^{2}\theta -1)\quad ={1 \over 4}{\sqrt {5 \over \pi }}\cdot {(-x^{2}-y^{2}+2z^{2}) \over r^{2}}}
{\displaystyle Y_{2}^{1}(x)={-1 \over 2}{\sqrt {15 \over 2\pi }}\cdot e^{i\varphi }\cdot \sin \theta \cdot \cos \theta \quad ={-1 \over 2}{\sqrt {15 \over 2\pi }}\cdot {(xz+iyz) \over r^{2}}}
{\displaystyle Y_{2}^{2}(x)={1 \over 4}{\sqrt {15 \over 2\pi }}\cdot e^{2i\varphi }\cdot \sin ^{2}\theta \quad ={1 \over 4}{\sqrt {15 \over 2\pi }}\cdot {(x^{2}+2ixy-y^{2}) \over r^{2}}}

## Sférické harmoniky prol= 3
{\displaystyle Y_{3}^{-3}(x)={1 \over 8}{\sqrt {35 \over \pi }}\cdot e^{-3i\varphi }\cdot \sin ^{3}\theta \quad ={1 \over 8}{\sqrt {35 \over \pi }}\cdot {(x^{3}-3ix^{2}y-3xy^{2}+iy^{3}) \over r^{3}}}
{\displaystyle Y_{3}^{-2}(x)={1 \over 4}{\sqrt {105 \over 2\pi }}\cdot e^{-2i\varphi }\cdot \sin ^{2}\theta \cdot \cos \theta \quad ={1 \over 4}{\sqrt {105 \over 2\pi }}\cdot {(x^{2}z-2ixyz-y^{2}z) \over r^{3}}}
{\displaystyle Y_{3}^{-1}(x)={1 \over 8}{\sqrt {21 \over \pi }}\cdot e^{-i\varphi }\cdot \sin \theta \cdot (5\cos ^{2}\theta -1)\quad ={1 \over 8}{\sqrt {21 \over \pi }}\cdot {(-x^{3}+ix^{2}y-xy^{2}+4xz^{2}+iy^{3}-4iyz^{2}) \over r^{3}}}
{\displaystyle Y_{3}^{0}(x)={1 \over 4}{\sqrt {7 \over \pi }}\cdot (5\cos ^{3}\theta -3\cos \theta )\quad ={1 \over 4}{\sqrt {7 \over \pi }}\cdot {(-3x^{2}z-3y^{2}z+2z^{3}) \over r^{3}}}
{\displaystyle Y_{3}^{1}(x)={-1 \over 8}{\sqrt {21 \over \pi }}\cdot e^{i\varphi }\cdot \sin \theta \cdot (5\cos ^{2}\theta -1)\quad ={-1 \over 8}{\sqrt {21 \over \pi }}\cdot {(-x^{3}-ix^{2}y-xy^{2}+4xz^{2}-iy^{3}+4iyz^{2}) \over r^{3}}}
{\displaystyle Y_{3}^{2}(x)={1 \over 4}{\sqrt {105 \over 2\pi }}\cdot e^{2i\varphi }\cdot \sin ^{2}\theta \cdot \cos \theta \quad ={1 \over 4}{\sqrt {105 \over 2\pi }}\cdot {(x^{2}z+2ixyz-y^{2}z) \over r^{3}}}
{\displaystyle Y_{3}^{3}(x)={-1 \over 8}{\sqrt {35 \over \pi }}\cdot e^{3i\varphi }\cdot \sin ^{3}\theta \quad ={-1 \over 8}{\sqrt {35 \over \pi }}\cdot {(x^{3}+3ix^{2}y-3xy^{2}-iy^{3}) \over r^{3}}}

## Sférické harmoniky prol= 4
{\displaystyle Y_{4}^{-4}(x)={3 \over 16}{\sqrt {35 \over 2\pi }}\cdot e^{-4i\varphi }\cdot \sin ^{4}\theta }
{\displaystyle Y_{4}^{-3}(x)={3 \over 8}{\sqrt {35 \over \pi }}\cdot e^{-3i\varphi }\cdot \sin ^{3}\theta \cdot \cos \theta }
{\displaystyle Y_{4}^{-2}(x)={3 \over 8}{\sqrt {5 \over 2\pi }}\cdot e^{-2i\varphi }\cdot \sin ^{2}\theta \cdot (7\cos ^{2}\theta -1)}
{\displaystyle Y_{4}^{-1}(x)={3 \over 8}{\sqrt {5 \over \pi }}\cdot e^{-i\varphi }\cdot \sin \theta \cdot (7\cos ^{3}\theta -3\cos \theta )}
{\displaystyle Y_{4}^{0}(x)={3 \over 16}{\sqrt {1 \over \pi }}\cdot (35\cos ^{4}\theta -30\cos ^{2}\theta +3)}
{\displaystyle Y_{4}^{1}(x)={-3 \over 8}{\sqrt {5 \over \pi }}\cdot e^{i\varphi }\cdot \sin \theta \cdot (7\cos ^{3}\theta -3\cos \theta )}
{\displaystyle Y_{4}^{2}(x)={3 \over 8}{\sqrt {5 \over 2\pi }}\cdot e^{2i\varphi }\cdot \sin ^{2}\theta \cdot (7\cos ^{2}\theta -1)}
{\displaystyle Y_{4}^{3}(x)={-3 \over 8}{\sqrt {35 \over \pi }}\cdot e^{3i\varphi }\cdot \sin ^{3}\theta \cdot \cos \theta }
{\displaystyle Y_{4}^{4}(x)={3 \over 16}{\sqrt {35 \over 2\pi }}\cdot e^{4i\varphi }\cdot \sin ^{4}\theta }

## Sférické harmoniky prol= 5
{\displaystyle Y_{5}^{-5}(x)={3 \over 32}{\sqrt {77 \over \pi }}\cdot e^{-5i\varphi }\cdot \sin ^{5}\theta }
{\displaystyle Y_{5}^{-4}(x)={3 \over 16}{\sqrt {385 \over 2\pi }}\cdot e^{-4i\varphi }\cdot \sin ^{4}\theta \cdot \cos \theta }
{\displaystyle Y_{5}^{-3}(x)={1 \over 32}{\sqrt {385 \over \pi }}\cdot e^{-3i\varphi }\cdot \sin ^{3}\theta \cdot (9\cos ^{2}\theta -1)}
{\displaystyle Y_{5}^{-2}(x)={1 \over 8}{\sqrt {1155 \over 2\pi }}\cdot e^{-2i\varphi }\cdot \sin ^{2}\theta \cdot (3\cos ^{3}\theta -1\cos \theta )}
{\displaystyle Y_{5}^{-1}(x)={1 \over 16}{\sqrt {165 \over 2\pi }}\cdot e^{-i\varphi }\cdot \sin \theta \cdot (21\cos ^{4}\theta -14\cos ^{2}\theta +1)}
{\displaystyle Y_{5}^{0}(x)={1 \over 16}{\sqrt {11 \over \pi }}\cdot (63\cos ^{5}\theta -70\cos ^{3}\theta +15\cos \theta )}
{\displaystyle Y_{5}^{1}(x)={-1 \over 16}{\sqrt {165 \over 2\pi }}\cdot e^{i\varphi }\cdot \sin \theta \cdot (21\cos ^{4}\theta -14\cos ^{2}\theta +1)}
{\displaystyle Y_{5}^{2}(x)={1 \over 8}{\sqrt {1155 \over 2\pi }}\cdot e^{2i\varphi }\cdot \sin ^{2}\theta \cdot (3\cos ^{3}\theta -1\cos \theta )}
{\displaystyle Y_{5}^{3}(x)={-1 \over 32}{\sqrt {385 \over \pi }}\cdot e^{3i\varphi }\cdot \sin ^{3}\theta \cdot (9\cos ^{2}\theta -1)}
{\displaystyle Y_{5}^{4}(x)={3 \over 16}{\sqrt {385 \over 2\pi }}\cdot e^{4i\varphi }\cdot \sin ^{4}\theta \cdot \cos \theta }
{\displaystyle Y_{5}^{5}(x)={-3 \over 32}{\sqrt {77 \over \pi }}\cdot e^{5i\varphi }\cdot \sin ^{5}\theta }

## Sférické harmoniky prol= 6
{\displaystyle Y_{6}^{-6}(x)={1 \over 64}{\sqrt {3003 \over \pi }}\cdot e^{-6i\varphi }\cdot \sin ^{6}\theta }
{\displaystyle Y_{6}^{-5}(x)={3 \over 32}{\sqrt {1001 \over \pi }}\cdot e^{-5i\varphi }\cdot \sin ^{5}\theta \cdot \cos \theta }
{\displaystyle Y_{6}^{-4}(x)={3 \over 32}{\sqrt {91 \over 2\pi }}\cdot e^{-4i\varphi }\cdot \sin ^{4}\theta \cdot (11\cos ^{2}\theta -1)}
{\displaystyle Y_{6}^{-3}(x)={1 \over 32}{\sqrt {1365 \over \pi }}\cdot e^{-3i\varphi }\cdot \sin ^{3}\theta \cdot (11\cos ^{3}\theta -3\cos \theta )}
{\displaystyle Y_{6}^{-2}(x)={1 \over 64}{\sqrt {1365 \over \pi }}\cdot e^{-2i\varphi }\cdot \sin ^{2}\theta \cdot (33\cos ^{4}\theta -18\cos ^{2}\theta +1)}
{\displaystyle Y_{6}^{-1}(x)={1 \over 16}{\sqrt {273 \over 2\pi }}\cdot e^{-i\varphi }\cdot \sin \theta \cdot (33\cos ^{5}\theta -30\cos ^{3}\theta +5\cos \theta )}
{\displaystyle Y_{6}^{0}(x)={1 \over 32}{\sqrt {13 \over \pi }}\cdot (231\cos ^{6}\theta -315\cos ^{4}\theta +105\cos ^{2}\theta -5)}
{\displaystyle Y_{6}^{1}(x)={-1 \over 16}{\sqrt {273 \over 2\pi }}\cdot e^{i\varphi }\cdot \sin \theta \cdot (33\cos ^{5}\theta -30\cos ^{3}\theta +5\cos \theta )}
{\displaystyle Y_{6}^{2}(x)={1 \over 64}{\sqrt {1365 \over \pi }}\cdot e^{2i\varphi }\cdot \sin ^{2}\theta \cdot (33\cos ^{4}\theta -18\cos ^{2}\theta +1)}
{\displaystyle Y_{6}^{3}(x)={-1 \over 32}{\sqrt {1365 \over \pi }}\cdot e^{3i\varphi }\cdot \sin ^{3}\theta \cdot (11\cos ^{3}\theta -3\cos \theta )}
{\displaystyle Y_{6}^{4}(x)={3 \over 32}{\sqrt {91 \over 2\pi }}\cdot e^{4i\varphi }\cdot \sin ^{4}\theta \cdot (11\cos ^{2}\theta -1)}
{\displaystyle Y_{6}^{5}(x)={-3 \over 32}{\sqrt {1001 \over \pi }}\cdot e^{5i\varphi }\cdot \sin ^{5}\theta \cdot \cos \theta }
{\displaystyle Y_{6}^{6}(x)={1 \over 64}{\sqrt {3003 \over \pi }}\cdot e^{6i\varphi }\cdot \sin ^{6}\theta }

## Sférické harmoniky prol= 7
{\displaystyle Y_{7}^{-7}(x)={3 \over 64}{\sqrt {715 \over 2\pi }}\cdot e^{-7i\varphi }\cdot \sin ^{7}\theta }
{\displaystyle Y_{7}^{-6}(x)={3 \over 64}{\sqrt {5005 \over \pi }}\cdot e^{-6i\varphi }\cdot \sin ^{6}\theta \cdot \cos \theta }
{\displaystyle Y_{7}^{-5}(x)={3 \over 64}{\sqrt {385 \over 2\pi }}\cdot e^{-5i\varphi }\cdot \sin ^{5}\theta \cdot (13\cos ^{2}\theta -1)}
{\displaystyle Y_{7}^{-4}(x)={3 \over 32}{\sqrt {385 \over 2\pi }}\cdot e^{-4i\varphi }\cdot \sin ^{4}\theta \cdot (13\cos ^{3}\theta -3\cos \theta )}
{\displaystyle Y_{7}^{-3}(x)={3 \over 64}{\sqrt {35 \over 2\pi }}\cdot e^{-3i\varphi }\cdot \sin ^{3}\theta \cdot (143\cos ^{4}\theta -66\cos ^{2}\theta +3)}
{\displaystyle Y_{7}^{-2}(x)={3 \over 64}{\sqrt {35 \over \pi }}\cdot e^{-2i\varphi }\cdot \sin ^{2}\theta \cdot (143\cos ^{5}\theta -110\cos ^{3}\theta +15\cos \theta )}
{\displaystyle Y_{7}^{-1}(x)={1 \over 64}{\sqrt {105 \over 2\pi }}\cdot e^{-i\varphi }\cdot \sin \theta \cdot (429\cos ^{6}\theta -495\cos ^{4}\theta +135\cos ^{2}\theta -5)}
{\displaystyle Y_{7}^{0}(x)={1 \over 32}{\sqrt {15 \over \pi }}\cdot (429\cos ^{7}\theta -693\cos ^{5}\theta +315\cos ^{3}\theta -35\cos \theta )}
{\displaystyle Y_{7}^{1}(x)={-1 \over 64}{\sqrt {105 \over 2\pi }}\cdot e^{i\varphi }\cdot \sin \theta \cdot (429\cos ^{6}\theta -495\cos ^{4}\theta +135\cos ^{2}\theta -5)}
{\displaystyle Y_{7}^{2}(x)={3 \over 64}{\sqrt {35 \over \pi }}\cdot e^{2i\varphi }\cdot \sin ^{2}\theta \cdot (143\cos ^{5}\theta -110\cos ^{3}\theta +15\cos \theta )}
{\displaystyle Y_{7}^{3}(x)={-3 \over 64}{\sqrt {35 \over 2\pi }}\cdot e^{3i\varphi }\cdot \sin ^{3}\theta \cdot (143\cos ^{4}\theta -66\cos ^{2}\theta +3)}
{\displaystyle Y_{7}^{4}(x)={3 \over 32}{\sqrt {385 \over 2\pi }}\cdot e^{4i\varphi }\cdot \sin ^{4}\theta \cdot (13\cos ^{3}\theta -3\cos \theta )}
{\displaystyle Y_{7}^{5}(x)={-3 \over 64}{\sqrt {385 \over 2\pi }}\cdot e^{5i\varphi }\cdot \sin ^{5}\theta \cdot (13\cos ^{2}\theta -1)}
{\displaystyle Y_{7}^{6}(x)={3 \over 64}{\sqrt {5005 \over \pi }}\cdot e^{6i\varphi }\cdot \sin ^{6}\theta \cdot \cos \theta }
{\displaystyle Y_{7}^{7}(x)={-3 \over 64}{\sqrt {715 \over 2\pi }}\cdot e^{7i\varphi }\cdot \sin ^{7}\theta }

## Sférické harmoniky prol= 8
{\displaystyle Y_{8}^{-8}(x)={3 \over 256}{\sqrt {12155 \over 2\pi }}\cdot e^{-8i\varphi }\cdot \sin ^{8}\theta }
{\displaystyle Y_{8}^{-7}(x)={3 \over 64}{\sqrt {12155 \over 2\pi }}\cdot e^{-7i\varphi }\cdot \sin ^{7}\theta \cdot \cos \theta }
{\displaystyle Y_{8}^{-6}(x)={1 \over 128}{\sqrt {7293 \over \pi }}\cdot e^{-6i\varphi }\cdot \sin ^{6}\theta \cdot (15\cos ^{2}\theta -1)}
{\displaystyle Y_{8}^{-5}(x)={3 \over 64}{\sqrt {17017 \over 2\pi }}\cdot e^{-5i\varphi }\cdot \sin ^{5}\theta \cdot (5\cos ^{3}\theta -1\cos \theta )}
{\displaystyle Y_{8}^{-4}(x)={3 \over 128}{\sqrt {1309 \over 2\pi }}\cdot e^{-4i\varphi }\cdot \sin ^{4}\theta \cdot (65\cos ^{4}\theta -26\cos ^{2}\theta +1)}
{\displaystyle Y_{8}^{-3}(x)={1 \over 64}{\sqrt {19635 \over 2\pi }}\cdot e^{-3i\varphi }\cdot \sin ^{3}\theta \cdot (39\cos ^{5}\theta -26\cos ^{3}\theta +3\cos \theta )}
{\displaystyle Y_{8}^{-2}(x)={3 \over 128}{\sqrt {595 \over \pi }}\cdot e^{-2i\varphi }\cdot \sin ^{2}\theta \cdot (143\cos ^{6}\theta -143\cos ^{4}\theta +33\cos ^{2}\theta -1)}
{\displaystyle Y_{8}^{-1}(x)={3 \over 64}{\sqrt {17 \over 2\pi }}\cdot e^{-i\varphi }\cdot \sin \theta \cdot (715\cos ^{7}\theta -1001\cos ^{5}\theta +385\cos ^{3}\theta -35\cos \theta )}
{\displaystyle Y_{8}^{0}(x)={1 \over 256}{\sqrt {17 \over \pi }}\cdot (6435\cos ^{8}\theta -12012\cos ^{6}\theta +6930\cos ^{4}\theta -1260\cos ^{2}\theta +35)}
{\displaystyle Y_{8}^{1}(x)={-3 \over 64}{\sqrt {17 \over 2\pi }}\cdot e^{i\varphi }\cdot \sin \theta \cdot (715\cos ^{7}\theta -1001\cos ^{5}\theta +385\cos ^{3}\theta -35\cos \theta )}
{\displaystyle Y_{8}^{2}(x)={3 \over 128}{\sqrt {595 \over \pi }}\cdot e^{2i\varphi }\cdot \sin ^{2}\theta \cdot (143\cos ^{6}\theta -143\cos ^{4}\theta +33\cos ^{2}\theta -1)}
{\displaystyle Y_{8}^{3}(x)={-1 \over 64}{\sqrt {19635 \over 2\pi }}\cdot e^{3i\varphi }\cdot \sin ^{3}\theta \cdot (39\cos ^{5}\theta -26\cos ^{3}\theta +3\cos \theta )}
{\displaystyle Y_{8}^{4}(x)={3 \over 128}{\sqrt {1309 \over 2\pi }}\cdot e^{4i\varphi }\cdot \sin ^{4}\theta \cdot (65\cos ^{4}\theta -26\cos ^{2}\theta +1)}
{\displaystyle Y_{8}^{5}(x)={-3 \over 64}{\sqrt {17017 \over 2\pi }}\cdot e^{5i\varphi }\cdot \sin ^{5}\theta \cdot (5\cos ^{3}\theta -1\cos \theta )}
{\displaystyle Y_{8}^{6}(x)={1 \over 128}{\sqrt {7293 \over \pi }}\cdot e^{6i\varphi }\cdot \sin ^{6}\theta \cdot (15\cos ^{2}\theta -1)}
{\displaystyle Y_{8}^{7}(x)={-3 \over 64}{\sqrt {12155 \over 2\pi }}\cdot e^{7i\varphi }\cdot \sin ^{7}\theta \cdot \cos \theta }
{\displaystyle Y_{8}^{8}(x)={3 \over 256}{\sqrt {12155 \over 2\pi }}\cdot e^{8i\varphi }\cdot \sin ^{8}\theta }

## Sférické harmoniky prol= 9
{\displaystyle Y_{9}^{-9}(x)={1 \over 512}{\sqrt {230945 \over \pi }}\cdot e^{-9i\varphi }\cdot \sin ^{9}\theta }
{\displaystyle Y_{9}^{-8}(x)={3 \over 256}{\sqrt {230945 \over 2\pi }}\cdot e^{-8i\varphi }\cdot \sin ^{8}\theta \cdot \cos \theta }
{\displaystyle Y_{9}^{-7}(x)={3 \over 512}{\sqrt {13585 \over \pi }}\cdot e^{-7i\varphi }\cdot \sin ^{7}\theta \cdot (17\cos ^{2}\theta -1)}
{\displaystyle Y_{9}^{-6}(x)={1 \over 128}{\sqrt {40755 \over \pi }}\cdot e^{-6i\varphi }\cdot \sin ^{6}\theta \cdot (17\cos ^{3}\theta -3\cos \theta )}
{\displaystyle Y_{9}^{-5}(x)={3 \over 256}{\sqrt {2717 \over \pi }}\cdot e^{-5i\varphi }\cdot \sin ^{5}\theta \cdot (85\cos ^{4}\theta -30\cos ^{2}\theta +1)}
{\displaystyle Y_{9}^{-4}(x)={3 \over 128}{\sqrt {95095 \over 2\pi }}\cdot e^{-4i\varphi }\cdot \sin ^{4}\theta \cdot (17\cos ^{5}\theta -10\cos ^{3}\theta +1\cos \theta )}
{\displaystyle Y_{9}^{-3}(x)={1 \over 256}{\sqrt {21945 \over \pi }}\cdot e^{-3i\varphi }\cdot \sin ^{3}\theta \cdot (221\cos ^{6}\theta -195\cos ^{4}\theta +39\cos ^{2}\theta -1)}
{\displaystyle Y_{9}^{-2}(x)={3 \over 128}{\sqrt {1045 \over \pi }}\cdot e^{-2i\varphi }\cdot \sin ^{2}\theta \cdot (221\cos ^{7}\theta -273\cos ^{5}\theta +91\cos ^{3}\theta -7\cos \theta )}
{\displaystyle Y_{9}^{-1}(x)={3 \over 256}{\sqrt {95 \over 2\pi }}\cdot e^{-i\varphi }\cdot \sin \theta \cdot (2431\cos ^{8}\theta -4004\cos ^{6}\theta +2002\cos ^{4}\theta -308\cos ^{2}\theta +7)}
{\displaystyle Y_{9}^{0}(x)={1 \over 256}{\sqrt {19 \over \pi }}\cdot (12155\cos ^{9}\theta -25740\cos ^{7}\theta +18018\cos ^{5}\theta -4620\cos ^{3}\theta +315\cos \theta )}
{\displaystyle Y_{9}^{1}(x)={-3 \over 256}{\sqrt {95 \over 2\pi }}\cdot e^{i\varphi }\cdot \sin \theta \cdot (2431\cos ^{8}\theta -4004\cos ^{6}\theta +2002\cos ^{4}\theta -308\cos ^{2}\theta +7)}
{\displaystyle Y_{9}^{2}(x)={3 \over 128}{\sqrt {1045 \over \pi }}\cdot e^{2i\varphi }\cdot \sin ^{2}\theta \cdot (221\cos ^{7}\theta -273\cos ^{5}\theta +91\cos ^{3}\theta -7\cos \theta )}
{\displaystyle Y_{9}^{3}(x)={-1 \over 256}{\sqrt {21945 \over \pi }}\cdot e^{3i\varphi }\cdot \sin ^{3}\theta \cdot (221\cos ^{6}\theta -195\cos ^{4}\theta +39\cos ^{2}\theta -1)}
{\displaystyle Y_{9}^{4}(x)={3 \over 128}{\sqrt {95095 \over 2\pi }}\cdot e^{4i\varphi }\cdot \sin ^{4}\theta \cdot (17\cos ^{5}\theta -10\cos ^{3}\theta +1\cos \theta )}
{\displaystyle Y_{9}^{5}(x)={-3 \over 256}{\sqrt {2717 \over \pi }}\cdot e^{5i\varphi }\cdot \sin ^{5}\theta \cdot (85\cos ^{4}\theta -30\cos ^{2}\theta +1)}
{\displaystyle Y_{9}^{6}(x)={1 \over 128}{\sqrt {40755 \over \pi }}\cdot e^{6i\varphi }\cdot \sin ^{6}\theta \cdot (17\cos ^{3}\theta -3\cos \theta )}
{\displaystyle Y_{9}^{7}(x)={-3 \over 512}{\sqrt {13585 \over \pi }}\cdot e^{7i\varphi }\cdot \sin ^{7}\theta \cdot (17\cos ^{2}\theta -1)}
{\displaystyle Y_{9}^{8}(x)={3 \over 256}{\sqrt {230945 \over 2\pi }}\cdot e^{8i\varphi }\cdot \sin ^{8}\theta \cdot \cos \theta }
{\displaystyle Y_{9}^{9}(x)={-1 \over 512}{\sqrt {230945 \over \pi }}\cdot e^{9i\varphi }\cdot \sin ^{9}\theta }

## Sférické harmoniky prol= 10
{\displaystyle Y_{10}^{-10}(x)={1 \over 1024}{\sqrt {969969 \over \pi }}\cdot e^{-10i\varphi }\cdot \sin ^{10}\theta }
{\displaystyle Y_{10}^{-9}(x)={1 \over 512}{\sqrt {4849845 \over \pi }}\cdot e^{-9i\varphi }\cdot \sin ^{9}\theta \cdot \cos \theta }
{\displaystyle Y_{10}^{-8}(x)={1 \over 512}{\sqrt {255255 \over 2\pi }}\cdot e^{-8i\varphi }\cdot \sin ^{8}\theta \cdot (19\cos ^{2}\theta -1)}
{\displaystyle Y_{10}^{-7}(x)={3 \over 512}{\sqrt {85085 \over \pi }}\cdot e^{-7i\varphi }\cdot \sin ^{7}\theta \cdot (19\cos ^{3}\theta -3\cos \theta )}
{\displaystyle Y_{10}^{-6}(x)={3 \over 1024}{\sqrt {5005 \over \pi }}\cdot e^{-6i\varphi }\cdot \sin ^{6}\theta \cdot (323\cos ^{4}\theta -102\cos ^{2}\theta +3)}
{\displaystyle Y_{10}^{-5}(x)={3 \over 256}{\sqrt {1001 \over \pi }}\cdot e^{-5i\varphi }\cdot \sin ^{5}\theta \cdot (323\cos ^{5}\theta -170\cos ^{3}\theta +15\cos \theta )}
{\displaystyle Y_{10}^{-4}(x)={3 \over 256}{\sqrt {5005 \over 2\pi }}\cdot e^{-4i\varphi }\cdot \sin ^{4}\theta \cdot (323\cos ^{6}\theta -255\cos ^{4}\theta +45\cos ^{2}\theta -1)}
{\displaystyle Y_{10}^{-3}(x)={3 \over 256}{\sqrt {5005 \over \pi }}\cdot e^{-3i\varphi }\cdot \sin ^{3}\theta \cdot (323\cos ^{7}\theta -357\cos ^{5}\theta +105\cos ^{3}\theta -7\cos \theta )}
{\displaystyle Y_{10}^{-2}(x)={3 \over 512}{\sqrt {385 \over 2\pi }}\cdot e^{-2i\varphi }\cdot \sin ^{2}\theta \cdot (4199\cos ^{8}\theta -6188\cos ^{6}\theta +2730\cos ^{4}\theta -364\cos ^{2}\theta +7)}
{\displaystyle Y_{10}^{-1}(x)={1 \over 256}{\sqrt {1155 \over 2\pi }}\cdot e^{-i\varphi }\cdot \sin \theta \cdot (4199\cos ^{9}\theta -7956\cos ^{7}\theta +4914\cos ^{5}\theta -1092\cos ^{3}\theta +63\cos \theta )}
{\displaystyle Y_{10}^{0}(x)={1 \over 512}{\sqrt {21 \over \pi }}\cdot (46189\cos ^{10}\theta -109395\cos ^{8}\theta +90090\cos ^{6}\theta -30030\cos ^{4}\theta +3465\cos ^{2}\theta -63)}
{\displaystyle Y_{10}^{1}(x)={-1 \over 256}{\sqrt {1155 \over 2\pi }}\cdot e^{i\varphi }\cdot \sin \theta \cdot (4199\cos ^{9}\theta -7956\cos ^{7}\theta +4914\cos ^{5}\theta -1092\cos ^{3}\theta +63\cos \theta )}
{\displaystyle Y_{10}^{2}(x)={3 \over 512}{\sqrt {385 \over 2\pi }}\cdot e^{2i\varphi }\cdot \sin ^{2}\theta \cdot (4199\cos ^{8}\theta -6188\cos ^{6}\theta +2730\cos ^{4}\theta -364\cos ^{2}\theta +7)}
{\displaystyle Y_{10}^{3}(x)={-3 \over 256}{\sqrt {5005 \over \pi }}\cdot e^{3i\varphi }\cdot \sin ^{3}\theta \cdot (323\cos ^{7}\theta -357\cos ^{5}\theta +105\cos ^{3}\theta -7\cos \theta )}
{\displaystyle Y_{10}^{4}(x)={3 \over 256}{\sqrt {5005 \over 2\pi }}\cdot e^{4i\varphi }\cdot \sin ^{4}\theta \cdot (323\cos ^{6}\theta -255\cos ^{4}\theta +45\cos ^{2}\theta -1)}
{\displaystyle Y_{10}^{5}(x)={-3 \over 256}{\sqrt {1001 \over \pi }}\cdot e^{5i\varphi }\cdot \sin ^{5}\theta \cdot (323\cos ^{5}\theta -170\cos ^{3}\theta +15\cos \theta )}
{\displaystyle Y_{10}^{6}(x)={3 \over 1024}{\sqrt {5005 \over \pi }}\cdot e^{6i\varphi }\cdot \sin ^{6}\theta \cdot (323\cos ^{4}\theta -102\cos ^{2}\theta +3)}
{\displaystyle Y_{10}^{7}(x)={-3 \over 512}{\sqrt {85085 \over \pi }}\cdot e^{7i\varphi }\cdot \sin ^{7}\theta \cdot (19\cos ^{3}\theta -3\cos \theta )}
{\displaystyle Y_{10}^{8}(x)={1 \over 512}{\sqrt {255255 \over 2\pi }}\cdot e^{8i\varphi }\cdot \sin ^{8}\theta \cdot (19\cos ^{2}\theta -1)}
{\displaystyle Y_{10}^{9}(x)={-1 \over 512}{\sqrt {4849845 \over \pi }}\cdot e^{9i\varphi }\cdot \sin ^{9}\theta \cdot \cos \theta }
{\displaystyle Y_{10}^{10}(x)={1 \over 1024}{\sqrt {969969 \over \pi }}\cdot e^{10i\varphi }\cdot \sin ^{10}\theta }